# (6485) Вендиэстер
(6485) Вендиэстер (лат. Wendeesther) — астероид, относящийся к группе астероидов пересекающих орбиту Марса. Он был открыт 25 октября 1990 года американскими астрономами Кэролин Шумейкер и Юджином Шумейкером в Паломарской обсерватории и назван в честь  Венди Эстер Уоллш-Фелдман (англ. Wendee Esther Wallach-Feldman), жены канадского астронома Дэвида Леви.

Орбита астероида Вендиэстер и его положение в Солнечной системе